# Mark A. Lamport
 (juillet 2022).
Pour les articles homonymes, voir Lamport.
Mark A. Lamport (né le 23 novembre 1955) est un professeur américain de théologie pratique dans des écoles supérieures aux États-Unis et en Europe, Il est l'éditeur de l'Encyclopedia of Christian Education qui a été le lauréat du Booklist Editors' Choice : Adult Books, 2016, et l'auteur de plus de 150 publications. Il est coéditeur de la Encyclopedia of Christianity and the Global South, de la Encyclopedia of Martin Luther and the Reformation, de la Encyclopedia of Christianity in the United States et de la Encyclopedia of Christian Education.

## Biographie

### Éducation
M. Lamport est titulaire d'un doctorat de l'université d'État du Michigan, d'une thèse du séminaire théologique de Princeton, d'une maîtrise en théologie du séminaire théologique évangélique, d'une maîtrise de la Wheaton College Graduate School et d'une licence du Huntingdon College,.

### Enseignement
Il est professeur diplômé dans des écoles en Arizona, Californie, Colorado, Indiana, Virginie, Belgique, Angleterre, Portugal, Pays de Galles et Pays-Bas. Il a également été conférencier en Afrique, en Asie, en Australie et en Europe.

## Œuvres
- George Thomas Kurian et Mark A. Lamport, Encyclopedia of Christian education, Lanham, Maryland, Rowman & Littlefield, 2015 (ISBN 9780810884939, OCLC 908763127)
- George Thomas Kurian et Mark A. Lamport, The Encyclopedia of Christianity in the United States, Lanham, Maryland, Rowman & Littlefield, 2016 (ISBN 9781442244320, OCLC 954134417)
- Mark A. Lamport et Martin E. Marty, Encyclopedia of Martin Luther and the Reformation, Lanham, Maryland, Rowman & Littlefield, 2017 (ISBN 9781442271593, OCLC 983786463)
- Mark A. Lamport, Encyclopedia of Christianity in the Global South, Lanham, Maryland, Rowman & Littlefield, 2018 (ISBN 9781442271562, OCLC 1005687259)